# Visiania
Visiania é um género botânico pertencente à família Oleaceae.

## Espécies
| - Visiania elastica - Visiania glomerata - Visiania grandiflora - Visiania paniculata - Visiania phyllothyrsa | - Visiania pubinervis - Visiania robusta - Visiania sumatrana - Visiania undulata |